# Muzeum Pamiątek 1 Armii Wojska Polskiego w Starych Łysogórkach
Muzeum Pamiątek 1 Armii Wojska Polskiego w Starych Łysogórkach – muzeum z siedzibą we wsi Stare Łysogórki (powiat gryfiński). Muzeum jest jednostką organizacyjną gminy Mieszkowice.
Muzeum powstało w 1965 roku. Jego siedzibą jest budynek położony w sąsiedztwie cmentarza wojennego. W budynku obecnej placówki mieściła się w czasie forsowania Odry w 1945 roku siedziba ekshumacyjna. W latach 2014–2016 placówka została zmodernizowana i odświeżona. 
W ramach ekspozycji prezentowane są pamiątki związane z forsowaniem Odry w kwietniu 1945 roku. Wśród eksponatów znajduje się m.in. oryginalne umundurowanie i wyposażenie żołnierzy 1 Armii Wojska Polskiego, wyposażenie żołnierza niemieckiego i radzieckiego. W gablotach można zobaczyć m.in. oryginalne dokumenty, odznaczenia, fotografie oraz urny z ziemią, pochodzącą z pól bitewnych II wojny światowej. W budynku znajduje się także cenna broń strzelecka z okresu drugiej wojny światowej oraz pociski rakietowe – katiusza i andriusza. Na pierwszym piętrze znajduje się wystawa etnograficzna i wystawa czasowa „Od pociągów do rowerów”. Tablice informacyjne wraz ze zdjęciami opisują historie przeprawy kolejowej w Siekierkach. Obecnie Most Europejski w Siekierkach jest ważną częścią trasy rowerowej R20. W piwnicy z kolei została odtworzona siedziba ekshumacyjna z 1945 roku.
Przed budynkiem znajduje się pomnik-czołg typu IS-2, należący do 4 Pomorskiego Pułku Czołgów Ciężkich. 
Muzeum w okresie marzec–październik jest czynne od wtorku do niedzieli. Od listopada do lutego od środy do niedzieli. 